# Livre blanc
Pour l’article homonyme, voir Le Livre blanc.
Ne doit pas être confondu avec Littérature blanche.
 (décembre 2014).
Si vous disposez d'ouvrages ou d'articles de référence ou si vous connaissez des sites web de qualité traitant du thème abordé ici, merci de compléter l'article en donnant les références utiles à sa vérifiabilité et en les liant à la section « Notes et références ».
Un livre blanc est un type de littérature grise prenant la forme d'un rapport ou guide destiné à présenter des informations concises sur un sujet complexe tout en présentant les principes de l'auteur sur le sujet. Il a généralement pour objectif de faciliter ou d'orienter la prise de décision du lecteur sur le sujet, et est utilisé aussi bien au niveau institutionnel que commercial. 
Son usage officiel dans le domaine politique a évolué depuis son apparition dans les années 1920. Né du besoin d'exprimer les intentions d'un gouvernement dans un contexte précis, il peut servir à établir une mise au point de portée générale ou à rechercher un consensus dans un cadre spécifique. Il permet aussi à des institutions privées ou publiques à but non lucratif comme les ONG de publier un message officiel sous forme d'état des lieux sur un domaine d'intérêt public. Les livres blancs trouvent aujourd'hui un nouvel emploi dans un contexte non officiel, tel celui qui a trait aux activités économiques. La communication d'entreprise, par l'intermédiaire du marketing, des relations publiques et d'internet, tire parti de l'efficacité de ce nouvel outil de développement commercial interactif.
Traduction de l'expression white paper, le terme « livre blanc » trouve son origine au Royaume-Uni en 1922 où il s'applique aux documents gouvernementaux, rapports, énoncés de politique dont l'épaisseur est insuffisante pour justifier la forte reliure bleue habituellement en usage. C'est en 1939 que ce terme fut appliqué pour la première fois à un document gouvernemental au Canada. Trois livres blancs furent publiés durant le mandat britannique en Palestine.[réf. nécessaire]

## Usage institutionnel et politique
Dans leur usage politique, les livres blancs sont rédigés par un État ou une instance multi-étatique, par exemple par la Commission européenne. Dans ce dernier cas, ils contiennent un ensemble argumenté de propositions d’action communautaire liées à un domaine spécifique. Ils sont préparés dans le cadre de comités consultatifs comprenant les membres de la Commission, des représentants des groupes d'intérêt et des administrations nationales. Il existe de nombreux exemples de livres blancs officiels. En général, ils visent à donner naissance à des décisions politiques ou à une politique concertée. Telle est la fonction du Livre blanc sur la défense, publié en 2008 et 2013 par le gouvernement français. Ce document officiel traite de la stratégie de défense autonome du pays. Il prend en compte la démarche de construction européenne.
Ces livres prennent souvent, mais pas nécessairement, la suite d'un livre vert sur le même thème. Cela a été le cas, par exemple, du Livre blanc adopté le 12 mai 2004, sur « les services d'intérêt général », qui était issu de la discussion publique initiée par le Livre vert du 21 mai 2003.

## Rôle dans la communication d'entreprise
Alors que dans leur conception d’origine, les livres blancs visent à donner naissance à des décisions politiques, leur fonction première a dérivé dans le domaine du marketing et des relations publiques où leur usage est rendu efficace grâce aux outils de communication interactive disponibles sur internet. En plus de leur rôle originel, les livres blancs sont utilisés dans le développement de la communication d'entreprise. Ils servent aujourd'hui de plus en plus aux entreprises qui cherchent à promouvoir leur savoir-faire. Dans ce contexte, les sociétés de services technologiques furent les premières à adopter ce mode de rédaction pour faire valoir leurs atouts. La pratique du livre blanc a continué d'évoluer pour acquérir un statut nouveau, encore plus pragmatique, tirant parti des techniques de marketing, des relations publiques en ligne et du lobbying transparent. On s'en sert désormais pour mettre en valeur une entreprise soucieuse de développer les relations commerciales avec son marché, quel que soit son secteur d'activité. L'emploi de plus en plus étendu des livres blancs dans la communication d'entreprise s'explique par l'intérêt qu'ils suscitent dans la recherche d'un meilleur développement commercial.

### Qu'est-ce qu'un livre blanc pour l'entreprise?
Tel qu'il est utilisé dans le monde de l'entreprise, un livre blanc est un recueil de quelques feuillets ou de plusieurs dizaines de pages, destiné à amener le public à prendre une décision par rapport à une solution préconisée par son diffuseur sous forme d’un produit ou d’un service. Le livre blanc est un document objectif qui présente à un public ciblé (le plus souvent des décideurs, des leaders d'influence ou un marché potentiel plus vaste), des informations sur les innovations proposées par une entreprise ou un professionnel. Il est rédigé de manière à inciter les lecteurs à juger la valeur des informations qu’ils découvrent et à les orienter vers une décision finale qui est soit l'acte d’achat, de souscription ou d’adhésion.
La rédaction et la diffusion d'un livre blanc n'appartiennent pas à une technique commerciale proprement dite. De nombreuses études de marketing menées sur le changement de comportement du public vis-à-vis de la publicité ont révélé une nette évolution dans la perception des messages publicitaires en général. Le public semble se lasser des arguments publicitaires qui deviennent de moins en moins efficaces.
Le développement des livres blancs s'appuie sur le constat de la maturité grandissante du public dont l’esprit critique et la volonté d'affirmer son indépendance décisionnelle doivent être reconnus. Ce type de document à caractère non publicitaire se situe à la croisée des chemins entre la plaquette luxueuse vantant les mérites d'un produit, destiné au grand public, et le document technique souvent ardu à lire, destiné aux ingénieurs et aux techniciens. La technique marketing du livre blanc s'appuie sur des principes tirés d'une vaste expérience dans la communication d'entreprise. Le premier principe est d'éduquer les lecteurs, de manière attrayante, dans une problématique donnée, soulevée par l’entreprise et vécue par les lecteurs. Le contenu aborde un sujet traité qui concerne en principe la majorité des lecteurs et s’accompagne d’une solution innovante et efficace.
C'est en ce sens que la diffusion de livres blancs s'inscrit de plus en plus dans le contexte évolutif de l'Inbound Marketing, que l'on pourrait traduire par « marketing de permission », en opposition à l'outbound marketing qui consistait à s'immiscer dans la vie du prospect pour attirer son attention malgré lui. l'Inbound Marketing vise, pour l'auteur de livres blanc (entreprise, association, etc.) à être trouvé sur internet par son public cible et à engager une conversation constructive à des fins de relations marketing plus personnalisées.

### Objectifs principaux
Pour une entreprise, la rédaction d'un livre blanc est motivée par l’une ou l'ensemble des trois raisons suivantes : générer des leads, montrer son expertise, conclure une offre d’affaires.

#### Enrichir le fichier prospectif de l'entreprise
Selon le lexique du marketing de mercator-publicitor, un lead est un « contact qualifié, généré par une opération de marketing. C’est donc un prospect sur lequel on a les informations indispensables pour l’amener à devenir client. »
Tout professionnel et toute entreprise a besoin de développer son marché et son volume d’affaires. Les communications commerciales par l'intermédiaire d'un site internet, d'envois d’emails en nombre, de connexions à des réseaux sociaux, visent à augmenter les prises de contacts et à générer de nouveaux leads dont il suffira par la suite d'exploiter judicieusement la motivation.
Le rôle marketing du livre blanc s'inspire de techniques conçues pour attirer l’attention du lecteur, susciter son intérêt et le décider à s’inscrire dans le répertoire du diffuseur du livre blanc. Cette inscription via un formulaire est habituellement la condition nécessaire pour avoir accès au document diffusé sur internet. Il est également possible d'ajouter dans les messages envoyés par email et dans les autres supports de communication, des liens cliquables qui donnent accès au contenu du livre blanc. L'entreprise contribue ainsi, en éveillant la curiosité du public ciblé, à augmenter le nombre de leads — qui deviennent des personnes susceptibles de devenir ses clients.

#### Faire autorité dans son domaine professionnel
Le contenu d’un livre blanc relate le plus souvent une expérience vécue. Ce peut être une situation spécifique à laquelle sont confrontées les personnes ou les entreprises auxquelles il s’adresse. Cette problématique peut faire l'objet de débat ou d'une polémique dans les médias ou de discussions dans les colloques professionnels et les forums d'affaires. Le choix et la pertinence d'un sujet permet de montrer que l'entreprise est au fait de l'actualité, qu'elle est sensible à la situation dans laquelle se trouve son public et qu'elle prend les devants pour proposer une solution efficace.

#### Amener les lecteurs à prendre une décision favorable
Le troisième objectif rôle d’un livre blanc d'entreprise est de transformer les lecteurs en nouveaux clients potentiels. Son contenu doit les persuader de l’utilité et de la pertinence de l'offre présentée. En général, cette décision se manifeste par la prise de contact à distance du lecteur avec la société qui diffuse son livre blanc. Le lecteur désire en savoir plus et obtenir des informations adaptées à la problématique qu'il rencontre. Cela se passe généralement sur internet. Mais outre leur usage interactif, les livres blancs peuvent être distribués sous format papier, par exemple pour conclure une étape du cycle de marketing ou de vente. On peut se servir d'un livre blanc comme document de référence et le remettre sous forme imprimée à ses prospects, à l’issue d’une séance de présentation ou d’inscription, lors d’une conférence ou d’une réunion d’affaires. Les livres blancs sont utilisables de nombreuses façons, mais leur conception a été étudiée pour qu’ils produisent le meilleur résultat dans le cadre du marketing interactif. Ils remplissent en effet leur rôle dans les activités de pré-vente ou de pré-inscription à distance.

### Crédibilité
Un livre blanc ne contient pas un discours commercial traditionnel. Il ne fait usage d'aucun artifice habituellement employé dans la publicité, faisant appel aux émotions du lecteur et aux techniques de persuasion classiques. L'objectivité des informations qu'il recèle est un principe fondamental sur lequel s'appuie sa rédaction. Il doit cependant pouvoir convaincre ses lecteurs de la pertinence de son contenu, de la validité des solutions proposées par l'entreprise et de la qualité des mesures offertes. Il est admis par l'expérience qu'un livre blanc, pour être reconnu en tant que tel, et pouvoir être reconnu comme fiable, doit comporter quelques-uns des ingrédients suivants :
- un résumé situé au début du document permettant au lecteur de se faire une idée rapide de la teneur du document ;
- la description d'une problématique rencontrée par les lecteurs ;
- une solution technologique, industrielle ou autre, fondée sur une méthodologie ;
- une description claire et précise de cette méthodologie ;
- quelques jugements de valeur donnant une perspective critique sur des solutions extérieures comparables ;
- enfin des références externes, fiables et accessibles grâce à la présence d'hyperliens.

Le livre blanc peut contenir d'autres ingrédients utiles à condition qu'ils soient pertinents. On peut par exemple y trouver :
- des études de cas réels ;
- des témoignages ;
- des informations chiffrées ;
- des citations d'experts.

Le livre blanc doit se terminer par une conclusion logique dont le contenu suscite une prise de décision du lecteur. Celui-ci est amené à prendre contact avec l'entreprise qui diffuse le document pour obtenir les renseignements dont il a besoin dans le but de mettre en œuvre la solution proposée. Le document peut également se terminer par un glossaire de termes techniques, une courte biographie, des notes de bas de page et tout autre élément susceptible de répondre aux interrogations des lecteurs.

### Quels secteurs économiques utilisent le plus les livres blancs?
Les livres blancs s'adressent en général aux professionnels désireux de trouver une solution technique. Dans les relations B2B (« business-to-business »), une entreprise propose ses services ou ses produits à d'autres entreprises présentes sur son marché. La technique du livre blanc répond aux besoins de communication des entreprises qui présentent une offre relativement nouvelle, innovante, quelquefois sophistiquée, et dont le caractère technique justifie le recours à une présentation détaillée. Le livre blanc est très prisé dans des secteurs économiques de haute technologie comme :
- l'élaboration de logiciels ;
- les solutions technologiques de pointe ;
- le développement de sites web ;
- le matériel informatique ;
- les télécommunications ;
- le matériel médical ;
- les appareillages électroniques ;
- les services techniques ou scientifiques ;
- l'e-learning.

En dehors de ces secteurs, les livres blancs sont de plus en plus diffusés par des sociétés expertes dans les domaines moins technologiques comme :
- la stratégie commerciale ;
- le conseil en management ;
- l'architecture ;
- les bâtiments et travaux publics ;
- les ressources humaines.

Exemples de sujets traités :
- Le comportement des consommateurs européens envers le commerce mobile ;
- Optimisez vos campagnes d'email marketing ;
- Les meilleures pratiques du marketing numérique ;
- Livre blanc des architectes ;
- DRH 2.0 - L'entreprise talentueuse ;
- Réussir son projet d’externalisation de la gestion de la formation professionnelle.

### Rôle éducatif auprès des clients potentiels
Le livre blanc est une technique de communication avancée dont le principe repose sur le besoin d'information et l'esprit critique. Les lecteurs visés sont des ingénieurs, des acheteurs professionnels, des techniciens qui maîtrisent leur métier et qui sont à la recherche de solutions innovantes pour répondre à une problématique particulière. Ce public est généralement peu réceptif au discours grand public. Mais il a besoin de prendre des décisions rapidement et souhaite aller au vif du sujet pour savoir si ce qui lui est proposé convient à ce qu'il recherche. Un livre blanc apporte des réponses à des questions techniques. Il est adapté au style et au langage du professionnel. C'est également un outil éducatif destiné aux lecteurs en recherche d’une solution aux difficultés qu’ils rencontrent dans leur domaine spécifique.
Sa crédibilité repose également sur des références extérieures indépendantes dont la présence dans le document rassure le lecteur qui peut y accéder librement. Les éventuelles citations d’experts dont les travaux sont reconnus renforcent le caractère professionnel du livre blanc. En faisant appel à de telles sources d’informations, pourvu qu'elles soient la plus neutre et la plus objective possible, la crédibilité du livre blanc rehausse l'image de l'entreprise qui le diffuse et la confiance dans la solution offerte. Les lecteurs peuvent vérifier par eux-mêmes ce qu’ils lisent.